# Möge Khatun
Möge Khatun, död 1200-talet, var en av Djingis khans hustrur. Hon var tillfälligt regent under år 1241. 
Hon var dotter till en Bakrin-hövding och gavs som gåva till Djinghis khan. Hon uppges ha varit omtyckt av honom. Efter Djingis khans död gifte hon sig med Ögedei Khan.